# Cerro San Lorenzo
Cerro San Lorenzo är ett berg i Chile. Det ligger i den södra delen av landet, 1 600 km söder om huvudstaden Santiago de Chile. Toppen på Cerro San Lorenzo är 3 706 meter över havet.
Terrängen runt Cerro San Lorenzo är huvudsakligen bergig, men österut är den kuperad. Cerro San Lorenzo är den högsta punkten i trakten. Trakten runt Cerro San Lorenzo är nära nog obefolkad, med mindre än två invånare per kvadratkilometer.. Det finns inga samhällen i närheten.
Trakten runt Cerro San Lorenzo består i huvudsak av gräsmarker.